# Gérard Trémège
Gérard Trémège, né le 4 septembre 1944 à Séméac (Hautes-Pyrénées), est un homme politique français.
Membre des Républicains, il est maire de Tarbes depuis 2001, conseiller régional de Midi-Pyrénées de 2004 à 2015 et conseiller régional d'Occitanie de 2015 à 2021.

## Biographie
Il remporte l'élection municipale de 2001 face au maire PCF sortant Raymond Erraçarret. Il est réélu maire de Tarbes en mars 2008 avec 54,3 % des voix. D'avril 2008 à avril 2014, il préside la communauté d'agglomération du Grand Tarbes.
Il est député UDF  des Hautes-Pyrénées de 1986 à 1988 (élu sur la liste UDF-RPR  conduite par le maire de Lannemezan Pierre Bleuler) et de 1993 à 1995 (élu dans la première circonscription face au candidat PS Pierre Forgues).
Il est conseiller général des Hautes-Pyrénées de 1985 à 1998, élu du canton de Tarbes-1.
De 1990 à 2002, il est le président de la Chambre de commerce et d'industrie de Tarbes et des Hautes-Pyrénées.
De 1995 à 1998, il est le président national de l'Association des chambres françaises de commerce et d'industrie (ACFCI).
Il se présente aux élections législatives de 2002 et 2007 dans la 2e circonscription des Hautes-Pyrénées, et dans la 1re circonscription des Hautes-Pyrénées en 2012. Il est battu à l'occasion des deux premiers scrutins par Chantal Robin-Rodrigo (PRG) et par Jean Glavany (PS) en 2012.
Gérard Trémège est présenté dans les médias comme un proche de Nicolas Sarkozy qu'il a reçu à de nombreuses reprises à Tarbes, notamment en avril 2008.
Candidat à la primaire de l'UMP permettant aux militants du parti de désigner la tête de liste en Midi-Pyrénées à l'occasion des élections régionales françaises de 2010, il est battu par Brigitte Barèges par 2 689 voix contre 2 233.

### Affaires judiciaires
Le 13 mai 2006 à 9 heures du matin, il percute accidentellement Marie-Louise Nussbaum, retraitée tarbaise de 83 ans. Alors qu'elle traversait un passage piéton au croisement du quai Estévenet et de l'avenue de la Marne à Tarbes, le maire au volant de sa voiture, est distrait par « un panneau publicitaire gênant », aussitôt supprimé après l'accident. La retraitée, admise au centre hospitalier de Tarbes dans la matinée, succombe à ses blessures le soir-même. Il est jugé au tribunal de Pau le 11 janvier 2007, où il écope de deux amendes : 5000€ pour l'homicide involontaire et 500€ pour l'infraction au code de la route.
Le 31 mars 2015, il est placé en garde à vue par le procureur de Pau Jean-Christophe Muller. Il est soupçonné de prise illégale d'intérêt et de blanchiment dans des affaires de travaux publics. Le 2 avril, il est mis en examen pour « prise illégale d'intérêt, favoritisme et trafic d'influence passif ». Il a par ailleurs été mis en examen en 2016 par le juge d'instruction Patricia Boncoeur. Directement convoqué par la magistrate dans son cabinet du TGI de Tarbes, l'élu a dû s'expliquer sur des activités d'expert comptable qu'il aurait exercées après avoir vendu son cabinet. La justice le soupçonne d'avoir employé des comptables non déclarés et d'avoir fraudé les organismes sociaux.
Des membres de son équipe municipale font l'objet de mises en examen pour des faits accomplis dans le cadre de leurs fonctions.
Le 9 juin 2020, une audience devant le TGI de Tarbes a lieu pendant laquelle Gérard Trémège est jugé pour travail dissimulé dans le cadre de ses missions de commissaire aux comptes. Ce procès ne concerne pas les affaires liées aux marchés publics pour laquelle l'instruction se poursuit depuis maintenant 7 ans.
Le 4 août 2020, il est condamné par le tribunal correctionnel de Tarbes à payer une amende de 35 000 euros pour absence de paiement des cotisations sociales liées à son activité de commissaire aux comptes, entre 2010 et 2012. Il n'est cependant pas condamné à rembourser les cotisations non payées, estimées pour la période 2010 à 2012 à 80 000 euros, car l’Urssaf ne s'est pas constituée dans l’affaire.
Le 21 juillet 2023, Gérard Trémège annonce à la presse l'abandon de plusieurs charges à son encontre.
Le 3 juin 2024, il doit cependant répondre à des délits pour favoritisme devant le tribunal de Pau. En juillet 2023, il explique : « Je sais qu'au terme je serai condamné pour des délits de favoritisme. Oui, il y a des délits de favoritisme qui ont été commis dans la forme. Mais en aucun cas délibérément. Je l'assume en tant que maire ». Il devait être jugé devant le tribunal de Pau du 3 au 7 mars 2025. Mais le parquet de Pau a confirmé le mardi 7 janvier 2025 que l'audience est reportée en fin d'année, en octobre ou novembre. Le tribunal invoque des difficultés pour avoir assez de personnel.

## Mandats

### Mandats en cours
Conseil régional de Midi-Pyrénées puis d'Occitanie
- Conseiller régional depuis 2004

Communauté d'agglomération Tarbes Lourdes Pyrénées
- Président

Commune de Tarbes
- Maire depuis 2001

### Mandats antérieurs
Assemblée nationale
- Député des Hautes-Pyrénées du 16 mars 1986 au 14 mai 1988
- Député de la première circonscription des Hautes-Pyrénées du 23 mars 1993 au 3 octobre 1995

Conseil général des Hautes-Pyrénées
- Conseiller général du canton de Tarbes-1 de 1985 à 1998

Communauté d'agglomération du Grand Tarbes
- Président d'avril 2008 à avril 2014

## Distinction
- Officier de la Légion d'honneur